# لب المبيض
لب المبيض (بالإنجليزية: Ovarian medulla)‏ أو منطقة فالداير الوعائية (بالإنجليزية:  Zona vasculosa of Waldeyer)‏ هو لحمة كثيرة الأوعية في مركز المبيض. يتكون لب المبيض من اللحمة المتوسطة الجنينية، ويحتوي على أوعية دموية وأوعية لمفية وأعصاب. تكون لحمة اللب النقير الذي تدخل من خلاله الأوعية الدموية ويرتبط به رباط المبيض. لا يحتوي لب المبيض على جريبات المبيض.